# Serravalle Scrivia
Serravalle Scrivia is een gemeente in de Italiaanse provincie Alessandria (regio Piëmont) en telt 6073 inwoners (31-12-2004). De oppervlakte bedraagt 16,0 km², de bevolkingsdichtheid is 380 inwoners per km².
De volgende frazioni maken deel uit van de gemeente: Crenna inferiore, Crenna superiore, Libarna.

## Demografie
Serravalle Scrivia telt ongeveer 2714 huishoudens. Het aantal inwoners daalde in de periode 1991-2001 met 6,8% volgens cijfers uit de tienjaarlijkse volkstellingen van ISTAT.
| Jaar | Inwoneraantal |
| ---- | ------------- |
| 1991 | 6243          |
| 2001 | 5820          |

## Geografie
De gemeente ligt op ongeveer 225 m boven zeeniveau.
Serravalle Scrivia grenst aan de volgende gemeenten: Arquata Scrivia, Cassano Spinola, Gavi, Novi Ligure, Stazzano, Vignole Borbera.

## Sport
In 1954 is het WK veldrijden in frazione Crenna georganiseerd.

## Geboren in Serravalle Scrivia
- Tonina Torrielli (1934), zangeres